# Europese weg 18
De Europese weg 18 of E18 is een Europese weg die een belangrijke oost-westverbinding vormt tussen Noorwegen, Zweden, Finland en Rusland. Sommige trajecten zijn autosnelweg, andere delen een autoweg zonder gescheiden rijbanen.

## Algemeen

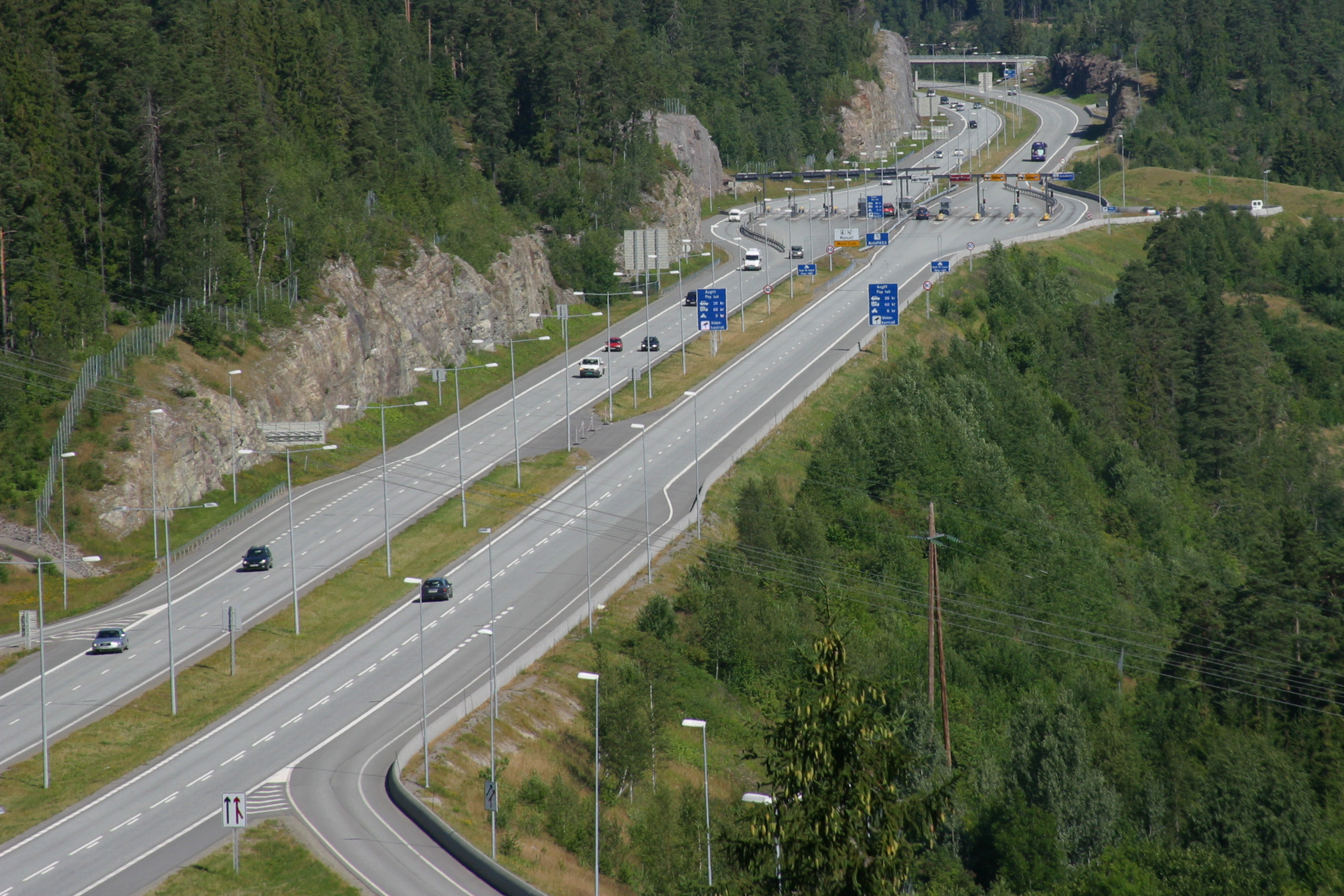
Een voormalig tolkantoor langs de E18 in Noorwegen

De Europese weg 18 is een Klasse A West-Oost-verbindingsweg en verbindt het Noord-Ierse Craigavon met het Russische Sint-Petersburg. De route is door de UNECE als volgt vastgelegd:
| Verenigd Koninkrijk - Craigavon - Belfast - Larne Vervolgens met de veerboot naar - Stranraer - Gretna - Carlisle - Newcastle (geen veerverbinding) |  | Noorwegen - Kristiansand - Oslo Zweden - Örebro - Västerås - Stockholm/Kapellskär Vervolgens met de veerboot naar |  | Finland - Mariehamn Vervolgens met de veerboot naar - Turku/Naantali - Helsinki - Vaalimaa Rusland - Sint-Petersburg |

## Traject

### Verenigd Koninkrijk
De E18 begint op de M1 bij het Noord-Ierse Craigavon, vanwaar de weg naar Belfast gaat. In Belfast wordt de Westlink A12 gevolgd naar het knooppunt met de M2, die wordt gevolgd tot aan Newtownabbey, vanwaar de A8(M) en A8 naar Larne gevolgd worden. In Larne wordt de veerboot genomen naar het Schotse Stranraer.
Op Groot-Brittannië wordt vanaf Stranraer de A74 gevolgd tot aan Gretna, vanwaar een kort stuk van de M6 tot aan Carlisle wordt gevolgd. Vanaf daar volgt de E18 de A69, die tot de Engelse oostkust gaat bij Newcastle upon Tyne. Vanaf daar gaat geen veerboot naar Kristiansand, er zal dus een omweg genomen moeten worden.

### Noorwegen
Het Noorse deel van de E18 begint in Kristiansand, en volgt vanaf daar ongeveer de Noorse kust naar het noordoosten, richting Oslo. De weg is hier afwisselend gebouwd als autoweg en autosnelweg. In Oslo loopt de weg onder het centrum door een tunnel. Na Oslo vervolgt de E18 zijn weg naar Zweden.

### Zweden
In Zweden loopt de E18 ongeveer op een lijn van west naar oost ter hoogte van Stockholm, en doet op zijn weg steden als Karlstad, Örebro en Västerås aan. Net als in Noorwegen zijn er delen gebouwd als autoweg en delen als autosnelweg. Na Stockholm loopt de weg naar het noordoosten naar Kapellskär, waar de veerboten naar Åland, Finland en Estland vertrekken.

### Finland
Vanuit het Zweedse Kapellskär wordt de veerboot genomen naar Mariehamn, de hoofdstad van Åland, en vandaar de veerboot naar Naantali, vlak bij Turku. Vanaf daar wordt de snelweg Valtatie 1 genomen richting Helsinki. Daar wordt de Ring III genomen om de hoofdstad, waarna de Valtatie 7 naar het oosten wordt genomen. De E18 gaat de Russische grens over bij Vaalimaa.

### Rusland
Het Russische gedeelte van de E18 bestaat volledig uit de A-181, die van de Finse grens tot aan de ring van Sint-Petersburg loopt, de KAD. Deze weg is uitgebouwd als autoweg.

## Nationale wegnummers
| Noord-Ierland    | Noord-Ierland          |
| ---------------- | ---------------------- |
| M1               | Craigavon - Belfast    |
| A12              | Westlink Belfast       |
| M2               | Belfast - Newtownabbey |
| A8(M)            | Newtownabbey           |
| A8               | Newtownabbey - Larne   |
| Groot-Brittannië |                        |
| A75              | Stranraer - Gretna     |
| M6               | Gretna - Carlisle      |
| A69              | Carlisle - Newcastle   |

| Noorwegen | Noorwegen                 |
| --------- | ------------------------- |
|           | Kristiansand - Zweden     |
| Zweden    |                           |
|           | Noorwegen - Kapellskär    |
| Finland   |                           |
| 40        | Ringweg Turku             |
| 1         | Turku - Helsinki          |
| 50        | Ringweg Helsinki          |
| 7         | Helsinki - Rusland        |
| Rusland   |                           |
| A181      | Finland - Sint-Petersburg |

## Aansluitingen op andere internationale wegen
Tijdens de route komt de E18 de volgende internationale wegen tegen:
| - De E1, die van Lisburn tot aan Belfast, beide in het Verenigd Koninkrijk, hetzelfde traject volgt - De E16, die van Belfast tot aan Newtownabbey, beide in het Verenigd Koninkrijk, hetzelfde traject volgt - De E5, die van Gretna tot aan Carlisle, beide in het Verenigd Koninkrijk, hetzelfde traject volgt - De E15 bij Newcastle, Verenigd Koninkrijk - De E39 bij Kristiansand, Noorwegen - De E134 bij Drammen, Noorwegen - De E6 bij Oslo, Noorwegen - De E16 bij Oslo, Noorwegen - De E45 bij Grums, Zweden - De E20, die van Örebro tot aan Arboga hetzelfde traject volgt, en bij Stockholm, alle in Zweden |  | - De E4 in Stockholm, Zweden - De E8 in Turku, Finland - De E63 in Turku, Finland - De E12 in Helsinki, Finland - De E67 in Helsinki, Finland - De E75 in Helsinki, Finland - De Aziatische weg 8, die van de Fins-Russische grens bij Torfjanovka tot aan Sint-Petersburg, Rusland, hetzelfde traject volgt - De E20 bij Sint-Petersburg, Rusland - De E95 bij Sint-Petersburg, Rusland - De E105 bij Sint-Petersburg, Rusland |

Europese wegen:
E6 · E8 · E10 · E12 · E14 · E16 · E18 · E39 · E45 · E69 · E75 · E105 · E134 · E136
Riksveier:
2 · 
3 · 
4 · 
5 · 
7 · 
9 · 
12 · 
13 · 
15 · 
19 · 
20 · 
21 · 
22 · 
23 · 
25 · 
35 · 
36 · 
40 · 
41 · 
42 · 
44 · 
47 · 
52 · 
55 · 
70 · 
73 · 
77 · 
80 · 
83 · 
85 · 
92 · 
93 · 
94 · 
110 · 
111 · 
120 · 
150 · 
156 · 
159 · 
162 · 
163 · 
190 · 
191 · 
200 · 
282 · 
420 · 
451 · 
502 · 
509 · 
510 · 
518 · 
555 · 
562 · 
580 · 
616 · 
617 · 
658 · 
681 · 
706 · 
827 · 
833 · 
853 · 
862 · 
881 · 
887 · 
892 · 
893
Europese wegen:
E4 · E6 · E10 · E12 · E14 · E16 · E18 · E20 · E22 · E45 · E65
Riksvägar:
9 · 11 · 13 · 15 · 17 · 19 · 21 · 23 · 24 · 25 · 26 · 27 · 28 · 29 · 30 · 31 · 32 · 34 · 35 · 37 · 40 · 41 · 42 · 44 · 46 · 47 · 49 · 50 · 51 · 52 · 53 · 55 · 56 · 57 · 61 · 62 · 63 · 66 · 68 · 69 · 70 · 72 · 73 · 75 · 76 · 77 · 83 · 84 · 86 · 87 · 90 · 92 · 94 · 95 · 97 · 98 · 99